# Irene Muzás Calpe
Irene Muzás Calpe   (Barcelona, 1974) és una filòloga, traductora i rabina catalana. Llicenciada en filologia anglesa per la Universitat Autònoma de Barcelona, ha treballat força en el camp de la docència i la traducció. Així mateix, es llicencià en teologia per la Universitat Zacharias Frankel, centre adscrit a la Universitat de Potsdam, on posteriorment estudià un màster d'especialització en teologia jueva. Feu la tesina sobre la figura de Lilit.
El 23 d'octubre de 2022 fou ordenada rabina a la sinagoga Centrum Judaicum de Berlín. D'aquesta manera, esdevingué la primera dona de l'Estat espanyol a obtenir el grau de doctora en llei jueva i la tercera persona als Països Catalans.
Muzás pertany a la branca jueva masortí, una de les comunitats més nombroses en l'àmbit català. D'ençà del novembre de 2022, Muzás fou designada per a dirigir la sinagoga Atid de Barcelona, ciutat a la qual retornà després de la finalització dels seus estudis.